# Danielle Bradbery
Danielle Simone Bradbery (Cypress, Texas, 23 de julio de 1996), más conocida como Danielle Bradbery, es una cantante de música country estadounidense. Es conocida por ganar la cuarta temporada del programa de NBC The Voice en 2013, siendo la ganadora más joven de la historia del reality (16 años), hasta que ganó Sawyer Fredericks de 15 años y posteriormente Brynn Cartelli de 14 años, ahora es la tercera. Su álbum debut, Danielle Bradbery, fue lanzado el 25 de noviembre de 2013, con el sencillo «The Heart of Dixie».

## Vida personal
Danielle nació en League City, Texas, pero muy pronto se mudó a Cypress, Texas con sus padres Danny Bradbery y Gloria Martínez y su hermana mayor Mónica. Bradbery cursó sus estudios en la Cypress Ranch High School.

## Carrera

### The Voice
En las audiciones a ciegas el 25 de marzo de 2013, Bradbery interpretó el tema «Mean» de Taylor Swift, lo que provocó que Adam Levine, Blake Shelton y Usher voltearan sus sillas para verla. Bradbery eligió a Blake Shelton y pasó a formar parte de su equipo. En las batallas, Bradbery se enfrentó a Caroline Glaser cantando la canción «Put Your Records On». Bradbery se impuso a Glaser y avanzó a la siguiente fase del concurso. Durante los Knockouts, Bradbery cantó «Jesus, Take The Wheel» y consiguió la victoria, esta vez contra Taylor Beckham. En la siguiente fase, cantó «Maybe It Was Memphis» y fue votada por el público de los Estados Unidos para avanzar a la próxima fase. La semana siguiente, la cantante de country interpretó una versión de la canción de Carrie Underwood «Wasted». Durante los 10 primeros playoffs, Bradbery cantó una versión de «Heads Carolina, Tails California», que se convirtió en la primera y en la única canción de la ronda en superar el Top 10 charts de iTunes.
Durante el Top 8, Bradbery cantó una interpretación conmovedora de «Grandpa (Tell Me 'Bout the Good Ol' Days).» En el Top 6, cantó «Shake the Sugar Tree» de Pam Tillis elegido por el entrenador Blake Shelton. Esa semana, ella también cantó una versión potente de «A Little Bit Stronger» de Sara Evans, que termina la canción con una nota alta a través del final «fuerte» y «yeah» de ejecución. Durante el Top 5, Bradbery cantó «Please Remember Me» y «Who I Am», que alcanzó los 6 y 4 puntos respectivamente en los top 10 charts de iTunes. Durante «Who I Am», que salió a través de la audiencia a cantar junto a su orgullosa madre, padre y madrastra. En las finales, Bradbery cantó la canción «Timber, I'm Falling In Love», junto con su entrenador Blake Shelton, que también re-cantó la canción «Maybe It Was Memphis», que sería esta vez llegar a la cima de iTunes top 10 charts y cantó la canción «Born to Fly», entonces ella fue anunciado como el ganador de la cuarta temporada de The Voice. Ella tenía la mayoría de las posiciones de las listas y la mayoría de los solteros para alcanzar el top 10 de iTunes durante la temporada. En general, no tenía más descargas de iTunes que cualquier otro competidor en la historia del programa. A los 16 años, Bradbery fue el ganador más joven de The Voice.
     – Studio version de rendimiento alcanzó el top 10 en iTunes
| Semana                  | Canción                                           | Artista original   | Fecha               | Orden | Resultados                                                            |
| ----------------------- | ------------------------------------------------- | ------------------ | ------------------- | ----- | --------------------------------------------------------------------- |
| Blind Audition          | «Mean»                                            | Taylor Swift       | 25 de marzo de 2013 | 1.5   | Adam Levine, Blake Shelton, y Usher se volvieron Uniendo Equipo Blake |
| Battle Rounds           | «Put Your Records On» (vs. Caroline Glaser)       | Corinne Bailey Rae | 16 de abril de 2013 | 8.6   | Salvada por su Entrenador                                             |
| Knockout Rounds         | «Jesus, Take The Wheel» (vs. Taylor Beckham)      | Carrie Underwood   | 30 de abril de 2013 | 12.5  | Salvada por su Entrenador                                             |
| Live Playoffs           | «Maybe It Was Memphis»                            | Pam Tillis         | 7 de mayo de 2013   | 15.7  | Salvado por Público de Voto                                           |
| Live Top 12             | «Wasted»                                          | Carrie Underwood   | 13 de mayo de 2013  | 17.8  | Salvada por el voto del público                                       |
| Live Top 10             | «Heads Carolina, Tails California»                | Jo Dee Messina     | 20 de mayo de 2013  | 20.7  | Salvada por el voto del público                                       |
| Live Top 8              | «Grandpa (Tell Me 'Bout the Good Ol' Days)»       | The Judds          | 27 de mayo de 2013  | 22.7  | Salvada por el voto del público                                       |
| Live Top 6              | «Shake the Sugar Tree»                            | Pam Tillis         | 3 de junio de 2013  | 25.5  | Salvada por el voto del público                                       |
| Live Top 6              | «A Little Bit Stronger»                           | Sara Evans         | 3 de junio de 2013  | 25.11 | Salvada por el voto del público                                       |
| Live Top 5 (Semifinals) | «Please Remember Me»                              | Rodney Crowell     | 10 de junio de 2013 | 27.4  | Salvada por el voto del público                                       |
| Live Top 5 (Semifinals) | "Who I Am"                                        | Jessica Andrews    | 10 de junio de 2013 | 27.8  | Salvada por el voto del público                                       |
| Live Finale             | «Timber, I'm Falling In Love» (con Blake Shelton) | Patty Loveless     | 17 de junio de 2013 | 29.3  | Ganadora                                                              |
| Live Finale             | «Maybe It Was Memphis»                            | Pam Tillis         | 17 de junio de 2013 | 29.7  | Ganadora                                                              |
| Live Finale             | «Born to Fly»                                     | Sara Evans         | 17 de junio de 2013 | 29.9  | Ganadora                                                              |

### 2013-2014:Danielle Bradbery
El 19 de junio de 2013, el día después de Bradbery ganó The Voice, ella firmó un contrato discográfico con Big Machine Records. Su primer sencillo, «The Heart of Dixie», fue lanzado el 16 de julio de 2013.. primer álbum de estudio de Bradbery homónimo llamado Danielle Bradbery, fue lanzado el 25 de noviembre de 2013. el 14 de septiembre de 2013, Bradbery realiza en el escenario WGTY Great Country Radio en la Feria de York y cantó cuatro canciones de su próximo álbum, que eran “Young in America”, “Dance Hall”, “Never Like This” y “Daughter of a Working Man”. Bradbery hizo su debut en Grand Ole Opry en el escenario histórico de la Ryman Auditorium en Nashville el 12 de noviembre. Junto con su debut Opry, Bradbery se embarcará en beat Brad Paisley en esta gira de verano. El 17 de noviembre de 2013 Bradbery cantó el himno nacional en la ceremonia inaugural de la Fórmula 1 United States Grand Prix 2013. Su canción «My Day» se presentará en los Juegos Olímpicos de Invierno de Sochi 2014 cuando ella fue elegida para ser «la voz» de la campaña de promoción de NBC Olympics que los socios con The Voice.
En enero de 2014, se anunció que se uniría a Hunter Hayes como invitado especial en su We're Not Invisible Tour a partir del 20 de marzo de 2014.

### 2015-presente:Segundo álbum de estudio
En una reciente entrevista con Naked Mag, Bradbery confirmó que ella estaba trabajando en sus nuevas canciones para su segundo álbum de estudio que lo lanzaría en algún momento de 2015. El 23 de agosto de 2015, anunció a través de su cuenta oficial de Twitter que lanzaría su primer sencillo de su segundo álbum denominado "Friend Zone" el 28 de agosto de 2015.

## Influencias
Bradbery cita a Carrie Underwood, Miranda Lambert y Martina McBride como sus influencias musicales. Además de la música country, ella escucha hip-hop, R&B, pop y música española.

## Otras empresas
En 12 de octubre de 2013 Bradbery interpretó «Somewhere Over The Rainbow» en Eighth Annual Tradition of Hope Gala para apoyar MDA's Augie's Quest, que es el único propósito de encontrar una cura para ALS. Ella también actuó en las niñas y guitarras concierto solidario a beneficio de Ryan Seacrest Foundation. Bradbery y muchas otras aperturas de country firmó un cuadro de Honey Nut Cheerios para ser subastado para la caridad «Outnumber Hunger». El propósito de la caridad es detener el hambre en Estados Unidos.

## Giras de conciertos
- Beat This Summer Tour (2013)[12]
- We're Not Invisible Tour (2014)[15]
- See You Tonight Tour (2014)
- Platinum Tour (2015)
- Suits & Boots Tour (2015)

## Discografía

### Álbumes de estudio
| Título            | Detalles | Posicionamiento en listas | Posicionamiento en listas | Ventas        |
| Título            | Detalles | EUA Country               | EUA                       | Ventas        |
| ----------------- | --- | ------------------------- | ------------------------- | ------------- |
| Danielle Bradbery | - Fecha de lanzamiento: 25 de noviembre de 2013 - Discográfica: Big Machine Records - Formatos: CD, descarga de música | 5                         | 19                        | - US: 118,000 |

### Sencillos
| Año  | Sencillo             | Posicionamiento en listas | Posicionamiento en listas | Posicionamiento en listas | Posicionamiento en listas | Posicionamiento en listas | Ventas      | Álbum             |
| Año  | Sencillo             | EUA Country               | EUA Country Airplay       | EUA                       | CAN Country               | CAN                       | Ventas      | Álbum             |
| ---- | -------------------- | ------------------------- | ------------------------- | ------------------------- | ------------------------- | ------------------------- | ----------- | ----------------- |
| 2013 | «The Heart of Dixie» | 16                        | 12                        | 58                        | 46                        | 60                        | US: 344,000 | Danielle Bradbery |
| 2014 | «Young in America»   | —                         | 49                        | —                         | —                         | —                         |             | Danielle Bradbery |
| 2015 | «Friend Zone»        | 41                        | —                         | —                         | —                         | —                         |             | TBA               |

### Videos musicales
| Año  | Video                | Director(es) |
| ---- | -------------------- | ------------ |
| 2013 | «The Heart of Dixie» | Shane Drake  |
| 2014 | «Young in America»   | Shane Drake  |

### Lanzamientos paraThe Voice
| Álbum                            | Detalles                                                                                     | Posicionamiento en listas | Posicionamiento en listas | Posicionamiento en listas | Ventas |
| Álbum                            | Detalles                                                                                     | EUA Country               | EUA                       | CAN                       | Ventas |
| -------------------------------- | -------------------------------------------------------------------------------------------- | ------------------------- | ------------------------- | ------------------------- | ------ |
| The Complete Season 4 Collection | - Fecha: 19 de junio de 2013 - Discográfica: Republic Records - Formatos: descarga de música | 6                         | 19                        | 30                        | 23,480 |

| Sencillo                                              | Posicionamiento en listas | Posicionamiento en listas | Posicionamiento en listas | Posicionamiento en listas | Posicionamiento en listas | Ventas      |
| Sencillo                                              | US Country                | US                        | US Heat                   | CAN                       | US Digital                | Ventas      |
| ----------------------------------------------------- | ------------------------- | ------------------------- | ------------------------- | ------------------------- | ------------------------- | ----------- |
| «Maybe It Was Memphis»                                | 25                        | 92                        | 6                         | 90                        | 35                        | US: 136,000 |
| «Wasted»                                              | 35                        | —                         | 25                        | —                         | —                         | US: 30,000  |
| «Heads Carolina, Tails California»                    | 23                        | 91                        | 6                         | 98                        | 41                        | US: 57,000  |
| «Grandpa (Tell Me 'Bout the Good Ol' Days)»           | 24                        | 89                        | 6                         | 73                        | 36                        | US: 63,000  |
| «A Little Bit Stronger»                               | 31                        | 108                       | 13                        | —                         | 56                        | US: 36,000  |
| «Shake the Sugar Tree»                                | 38                        | —                         | 24                        | —                         | —                         | US: 25,000  |
| «Who I Am»                                            | 22                        | 78                        | 7                         | 66                        | 30                        | US: 60,000  |
| «Please Remember Me»                                  | 30                        | 91                        | 9                         | 86                        | 42                        | US: 47,000  |
| «Born to Fly»                                         | 20                        | 75                        | 4                         | 79                        | 24                        | US: 68,000  |
| «Timber, I'm Falling in Love» (con Blake Shelton)     | 30                        | 101                       | —                         | 71                        | 49                        | US: 44,000  |
| "—" denota comunicados que no representen la posición |                           |                           |                           |                           |                           |             |